# Vladimir Lisin
Vladimir Sergeevič Lisin (in russo Владимир Сергеевич Лисин?; Ivanovo, 7 maggio 1956) è un imprenditore russo, presidente e azionista di maggioranza di Novolipetsk Steel (NLMK), una delle quattro maggiori società siderurgiche in Russia. È considerato uno dei massimi esperti nel settore, titolare di vari brevetti per processi metallurgici. Ha pubblicato oltre 100 articoli su metallurgia ed economia, comprese 15 monografie.
Secondo Forbes è stato nel 2013 l'uomo più ricco della Russia e il 48° più ricco del mondo nel 2013. Nel 2021, era 59º al mondo con un patrimonio netto stimato di 29,8 miliardi di dollari.

## Biografia
Vladimir Lisin ha ottenuto il suo primo lavoro nel 1975 come meccanico in una miniera di carbone sovietica e, dopo aver studiato al Siberian Metallurgic Institute, ha ottenuto un posto come capo saldatore presso Tulachermet Metals Works. Ha fatto carriera fino a diventare direttore di sezione e vice capo ingegnere nel 1986.
Si è laureato al Siberian Metallurgic Institute nel 1979 in ingegneria metallurgica con specializzazione in "Fonderia di ferri da stiro e metalli non ferrosi". Nel 1984 ha completato gli studi post laurea in UKRNIIMET per corrispondenza (Kharkov, Ucraina). Nel 1989 ha conseguito un Master in Ingegneria dei metalli presso l'Istituto centrale di ricerca sulla metallurgia ferrosa intitolato a IP Bardin (Mosca). Nel 1990 ha conseguito il Diploma della Scuola Commerciale Superiore sotto l'Accademia All-Union per il Commercio Estero dell'Ordine di Amicizia Popolare, il programma di formazione "Amministrazione e gestione delle attività di joint venture nel territorio dell'URSS" (Mosca). Nel 1992 ha conseguito un Master in Economia e gestione presso l'Accademia presidenziale russa di economia nazionale e pubblica amministrazione (RANEPA). Nel 1996 ha conseguito il dottorato presso l'Istituto di Mosca dell'acciaio e delle leghe (MISiS), Facoltà di ingegneria meccanica e nel 1997 una tesi per un dottorato in ingegneria dei metalli. Nel 1999 è stato professore presso RANEPA e nel 2005 ha conseguito un dottorato in economia. È professore dell'Accademia di economia nazionale.

### Attività imprenditoriale
Nel 1992, è entrato a far parte di un gruppo di commercianti (il Trans-World Group) che ha ottenuto il controllo dell'industria siderurgica e dell'alluminio russa. Quando i soci si sono separati nel 2000, ha ricevuto il 13% dell'azienda e in seguito ha ottenuto una quota di controllo. Il suo ex capo è stato nominato Ministro della metallurgia russa e Lisin è diventato l'unico proprietario di Novolipetsk Steel nel 2000.

### Altre attività
Dal 1993 è membro del consiglio di amministrazione di diversi importanti produttori di metalli russi, tra cui NLMK, MMK e Sayansk e Novokuznetsk Aluminium Plants ed è membro del consiglio di amministrazione di Novolipetsk Steel (NLMK) dal 1996 e suo presidente dal 1998. In precedenza ha lavorato come vice capo ingegnere e vicedirettore generale dello stabilimento siderurgico di Karaganda, uno dei quattro più grandi impianti siderurgici del Kazakistan.
Lisin era membro del consiglio di amministrazione di Zenit Bank. Lisin siede nel consiglio di amministrazione della Novolipetskii Metallurgical Combine, una delle più grandi società siderurgiche in Russia, nel 1998 e detiene ancora quella posizione. È direttore presso CJSC Chernomorneftegaz. È stato direttore di Norilsk Nickel Mining and Metallurgical Co. dal 2002. È presidente di JSC Novolipetsk Iron & Steel Corporation (OJSC Novolipetsk Steel) da giugno 2007. È direttore di OJSC United Shipbuilding Corporation da marzo 2009. Egli serve è un fiduciario di Inst. di Social Dev. Fondazione.
Attraverso Nvolipetsk (Nlmk) ha stretto legami con un membro della famiglia reale belga, il principe Lorenz Otto Carl Habsburg-Lothringen, cognato del re Filippo, costituendo la Nlmk Belgium, numero uno dell'acciaio nel Paese.
I suoi interessi commerciali, a parte quelli nell'acciaio, comprendono il trasporto e la logistica (con partecipazioni in St Petersburg Sea Port, Tuapse Commercial Sea Port, del Nord-Occidentale Shipping Company, Volga Shipping Company), energia (partecipazioni in Chermonorneftegaz e Severneftegaz), e le utility (russo società di rete Federal Grid Company e Distribution Grid Company of Center). Queste attività prevalentemente russe sono controllate tramite Fletcher Group Holdings. Ha una società-cassaforte a Cipro attraverso la lussemburghese Riskinvest Holding.
Nel 2018 il suo nome compare nella lista degli imprenditori sanzionati dagli Stati Uniti perché vicini a Putin. Nel 2022 non compare invece nella lista dei sanzionati dell'Unione Europea in seguito all'invasione russa dell'Ucraina. Viaggia con il passaporto diplomatico di San Marino, di cui è console onorario.  Sull'invasione dell'Ucraina ha detto: "Non capisco perché Putin abbia preso questa decisione. Sono un uomo d'affari e una guerra fa male al business".

### Attività sportiva
È un appassionato di sport del tiro. Ha maneggiato un fucile per la prima volta quando aveva 12 anni. Ha ricevuto diversi incarichi dirigenziali in ambito sportivo. È il presidente della Confederazione europea di tiro e dell'Unione russa di tiro ed è stato nominato vicepresidente del Comitato olimpico russo.
Nel 2013 Lisin è stato nominato membro del Comitato Esecutivo della Federazione internazionale sport del tiro (International Shooting Sport Federation - ISSF).
Ha costruito uno dei più grandi complessi di poligoni di tiro d'Europa a Lisya Nora, vicino a Mosca.
Nel novembre 2018, Lisin è stato eletto presidente della Federazione internazionale sport del tiro, succedendo a Olegario Vázquez Raña, che ne era presidente dal 1980. Ha vinto l'elezione per 4 voti contro l'italiano Luciano Rossi, che ha rese noto di aver ricevuto minacce la notte precedente allo scrutinio.
Il 30 novembre 2022 nel corso dell'assemblea della Federazione internazionale sport del tiro, svoltasi a Sharm el-Sheikh, in Egitto, si è ricandidato alla presidenza ed ha ricevuto 127 voti, non sufficienti a superare le 136 preferenze di Luciano Rossi, che lo ha quindi succeduto nell'incarico.

## Vita privata
Lisin è sposato con	Liudmila Zaleskaya e ha tre figli. Secondo The Times, Lisin ha comprato il castello di Aberuchill, del XVII secolo, in Scozia, nel 2005. Ha comprato anche due ville in Costa Azzurra, tra cui Villa Espalmdor, il rifugio di Licio Gelli a Cap Ferrat.

## Riconoscimenti
- Premio del Consiglio dei ministri per la scienza e l'ingegneria (1989)
- Metallurgista onorario della Russia (1999)
- Cavaliere dell'Ordine d'Onore del Federazione Russa (2000)
- Cavaliere dell'Ordine di San Sergiy Radonezhsky (2001)